# Richard Runge
Richard Tolme Runge (ur. 22 listopada 1890, zm. 15 listopada 1917) – niemiecki as myśliwski z czasów I wojny światowej z 8 potwierdzonymi zwycięstwami powietrznymi.

## Życiorys
Służył na froncie od wybuchu wojny. Przed skierowaniem do eskadry myśliwskiej Jagdstaffel 18 15 maja 1917 roku miał już na swoim koncie pierwsze zwycięstwo powietrzne. W jednostce latał na samolocie Albatros D.V. Odniósł na nim jeszcze 7 zwycięstw. Zginął w płomieniach 15 listopada 1917 roku zestrzelony prawdopodobnie przez brytyjskiego asa Kennetha Montgomery'ego z 45. eskadry RAF, w okolicach belgijskiej miejscowości Langemark. Został pochowany na cmentarzu Ohlsdorfer Friedhof w Hamburgu.

## Odznaczenia
- Krzyż Żelazny I Klasy
- Krzyż Żelazny II Klasy